# Giải vô địch bóng đá trong nhà châu Á 2014
Giải vô địch bóng đá trong nhà châu Á 2014 (tiếng Anh: 2014 AFC Futsal Championship) là giải vô địch bóng đá trong nhà châu Á lần thứ 13, giải vô địch bóng đá trong nhà quốc tế được tổ chức hai năm một lần bởi Liên đoàn bóng đá châu Á (AFC) cho các đội tuyển quốc gia nam của châu Á. Giải đấu được tổ chức tại Việt Nam từ ngày 30 tháng 4 đến ngày 10 tháng 5 năm 2014. Tổng cộng 16 đội tuyển tham dự giải đấu. Đương kim vô địch Nhật Bản đã bảo vệ thành công chức vô địch sau khi đánh bại Iran trong trận chung kết.

## Các đội tuyển vượt qua vòng loại
| Đội tuyển         | Tư cách vượt qua vòng loại         | Ngày vượt qua vòng loại | Tham dự vòng chung kết |
| ----------------- | ---------------------------------- | ----------------------- | ---------------------- |
| Nhật Bản          | Vô địch 2012                       | 30 tháng 5 năm 2012     | 13 lần                 |
| Thái Lan          | Á quân 2012                        | 30 tháng 5 năm 2012     | 13 lần                 |
| Iran              | Hạng ba 2012                       | 1 tháng 6 năm 2012      | 13 lần                 |
| Việt Nam          | Chủ nhà                            | 31 tháng 8 năm 2013     | 3 lần                  |
| Đài Bắc Trung Hoa | Hạng hai khu vực Đông Á            | 6 tháng 10 năm 2013     | 10 lần                 |
| Trung Quốc        | Hạng nhất khu vực Đông Á           | 6 tháng 10 năm 2013     | 10 lần                 |
| Hàn Quốc          | Hạng ba khu vực Đông Á             | 7 tháng 10 năm 2013     | 12 lần                 |
| Indonesia         | Hạng tư khu vực Đông Nam Á         | 22 tháng 10 năm 2013    | 9 lần                  |
| Úc                | Hạng hai khu vực Đông Nam Á        | 22 tháng 10 năm 2013    | 6 lần                  |
| Malaysia          | Hạng năm khu vực Đông Nam Á        | 23 tháng 10 năm 2013    | 10 lần                 |
| Uzbekistan        | Hạng nhất khu vực Nam Á và Trung Á | 6 tháng 11 năm 2013     | 13 lần                 |
| Tajikistan        | Hạng hai khu vực Nam Á và Trung Á  | 7 tháng 11 năm 2013     | 8 lần                  |
| Kyrgyzstan        | Hạng ba khu vực Nam Á và Trung Á   | 7 tháng 11 năm 2013     | 13 lần                 |
| Liban             | Hạng nhất khu vực Tây Á            | 11 tháng 12 năm 2013    | 9 lần                  |
| Kuwait            | Hạng hai khu vực Tây Á             | 11 tháng 12 năm 2013    | 11 lần                 |
| Iraq              | Hạng ba khu vực Tây Á              | 12 tháng 12 năm 2013    | 9 lần                  |

## Địa điểm
| Thành phố Hồ Chí Minh | Thành phố Hồ Chí Minh             |
| --------------------- | --------------------------------- |
| Nhà thi đấu Phú Thọ   | Nhà thi đấu Đại học Tôn Đức Thắng |
| Sức chứa: 5.000       | Sức chứa: 2.700                   |
|                       |                                   |

## Bốc thăm
16 đội tuyển được chia thành bốn bảng 4 đội. Các đội tuyển được xếp vào các nhóm hạt giống dựa vào thành tích của các đội tại giải vô địch bóng đá trong nhà châu Á 2012.
| Nhóm 1                                                | Nhóm 2                                 | Nhóm 3                                                         | Nhóm 4                                       |
| ----------------------------------------------------- | -------------------------------------- | -------------------------------------------------------------- | -------------------------------------------- |
| 1. Việt Nam (chủ nhà) 2. Nhật Bản 3. Thái Lan 4. Iran | 1. Úc 2. Kuwait 3. Kyrgyzstan 4. Liban | 1. Uzbekistan 2. Trung Quốc 3. Tajikistan 4. Đài Bắc Trung Hoa | 1. Indonesia 2. Hàn Quốc 3. Iraq 4. Malaysia |

## Vòng bảng
Nếu hai hoặc nhiều đội bằng điểm nhau sau khi hoàn thành các trận đấu vòng bảng, các tiêu chí sau sẽ được áp dụng để xác định thứ hạng.
1. Số điểm thu được nhiều hơn trong các trận đấu vòng bảng giữa các đội liên quan;
2. Hiệu số bàn thắng thua từ các trận đấu vòng bảng giữa các đội liên quan;
3. Số bàn thắng ghi được nhiều hơn trong các trận đấu vòng bảng giữa các đội liên quan;
4. Hiệu số bàn thắng thua trong tất cả các trận đấu vòng bảng;
5. Số bàn thắng ghi được nhiều hơn trong tất cả các trận đấu vòng bảng;
6. Sút luân lưu nếu chỉ có hai đội bằng điểm và gặp nhau ở lượt đấu cuối cùng của vòng bảng;
7. Số điểm ít hơn tính theo số thẻ vàng và đỏ nhận được trong các trận đấu vòng bảng;
8. Bốc thăm.

Tất cả các trận đấu diễn ra theo giờ địa phương (UTC+7).

### Bảng A
| VT | Đội          | ST | T | H | B | BT | BB | HS  | Đ |
| -- | ------------ | -- | - | - | - | -- | -- | --- | - |
| 1  | Kuwait       | 3  | 2 | 0 | 1 | 11 | 5  | +6  | 6 |
| 2  | Việt Nam (H) | 3  | 2 | 0 | 1 | 13 | 7  | +6  | 6 |
| 3  | Iraq         | 3  | 2 | 0 | 1 | 11 | 7  | +4  | 6 |
| 4  | Tajikistan   | 3  | 0 | 0 | 3 | 5  | 21 | −16 | 0 |

| Kuwait                               | 5–0      | Tajikistan |
| ------------------------------------ | -------- | ---------- |
| Hamad 3', 22' · Tawail 13', 38', 39' | Chi tiết |            |

| Việt Nam                     | 1–2      | Iraq                                              |
| ---------------------------- | -------- | ------------------------------------------------- |
| Hussein Al-Zubaidi 25' (o.g) | Chi tiết | Firas Mohammed Abed 22' · Waleed Khalid Fahem 40' |

| Iraq                                                                                     | 3–5      | Kuwait                                                                     |
| ---------------------------------------------------------------------------------------- | -------- | -------------------------------------------------------------------------- |
| Amjad Kareem Hwede 18' · Waleed Khalid Fahem 34' · Karrar Mohsin Mohammed Al Thabeti 35' | Chi tiết | Ahmad 2' · Abdulrahman Altawail 16', 29', 30' · Abdulrahman Almosabehi 25' |

| Tajikistan                                                                | 4–10     | Việt Nam |
| ------------------------------------------------------------------------- | -------- | --- |
| Khurshed Makhmudov 11', 28' · Mansur Mamedbabaev 17' · Sherzod Jumaev 17' | Chi tiết | Trần Văn Vũ 10' · Phùng Trọng Luân 12', 27' · Ngô Ngọc Sơn 13', 27' · Lê Quốc Nam 15' · Phạm Đức Hòa 16' · Nguyễn Bảo Quân 25', 33' · Lý Khánh Hưng 37' |

| Việt Nam                                | 2–1      | Kuwait                     |
| --------------------------------------- | -------- | -------------------------- |
| Ahmad 18' (l.n.) · Phùng Trọng Luân 24' | Chi tiết | Abdulrahman Almosabehi 40' |

| Tajikistan             | 1–6      | Iraq |
| ---------------------- | -------- | --- |
| Khurshed Makhmudov 13' | Chi tiết | Mustafa Bachay Hamzah 1', 24' · Hasan 15', 28' · Waleed Khalid Fahem 27' · Karrar Mohsin Mohammed Al Thabeti 35' |

### Bảng B
| VT | Đội        | ST | T | H | B | BT | BB | HS  | Đ |
| -- | ---------- | -- | - | - | - | -- | -- | --- | - |
| 1  | Iran       | 3  | 3 | 0 | 0 | 25 | 2  | +23 | 9 |
| 2  | Úc         | 3  | 2 | 0 | 1 | 8  | 9  | −1  | 6 |
| 3  | Indonesia  | 3  | 1 | 0 | 2 | 5  | 13 | −8  | 3 |
| 4  | Trung Quốc | 3  | 0 | 0 | 3 | 4  | 18 | −14 | 0 |

| Iran                                                                                          | 5–1      | Indonesia           |
| --------------------------------------------------------------------------------------------- | -------- | ------------------- |
| Hossein Tayebi 8' · Farhad Tavakoli 17', 17' · Ali Asghar Hassanzadeh 18' · Vahid Shafiei 38' | Chi tiết | Andri Kustiawan 30' |

| Úc                   | 2–1      | Trung Quốc   |
| -------------------- | -------- | ------------ |
| Tobias Seeto 6', 39' | Chi tiết | Zhang Wen 3' |

| Indonesia | 0–5      | Úc |
| --------- | -------- | --- |
|           | Chi tiết | Wade Giovenali 14' · Fernando de Moraes 20' · Gregory Giovenali 38' · Tobias Seeto 39' · Daniel Fogarty 40' |

| Trung Quốc | 0–12     | Iran |
| ---------- | -------- | --- |
|            | Chi tiết | Hossein Tayebi 1', 12', 27', 35' · Farhad Tavakoli 5' · Ali Asghar Hassanzadeh 1', 2', 25' · Vahid Shafiei 10', 28' · Farhad Fakhim 24' · Hamid Ahmadi 40' |

| Iran | 8–1      | Úc                |
| --- | -------- | ----------------- |
| Hossein Tayebi 2', 10', 11' · Mohammad Taheri 10', 29' · Alireza Vafaei 15' · Vahid Shafiei 17' · Ahmad Esmaeilpour 28' | Chi tiết | Daniel Fogarty 7' |

| Trung Quốc                                                       | 3–4      | Indonesia                                            |
| ---------------------------------------------------------------- | -------- | ---------------------------------------------------- |
| Zhao Liang 9' · Wang Tianyi 11' · Andriansyah Agustin 40' (l.n.) | Chi tiết | Andri Kustiawan 3', 30' · Caisar Oktavianus 12', 36' |

### Bảng C
| VT | Đội               | ST | T | H | B | BT | BB | HS | Đ |
| -- | ----------------- | -- | - | - | - | -- | -- | -- | - |
| 1  | Thái Lan          | 3  | 2 | 1 | 0 | 15 | 6  | +9 | 7 |
| 2  | Liban             | 3  | 1 | 1 | 1 | 12 | 13 | −1 | 4 |
| 3  | Đài Bắc Trung Hoa | 3  | 1 | 0 | 2 | 10 | 15 | −5 | 3 |
| 4  | Malaysia          | 3  | 1 | 0 | 2 | 8  | 11 | −3 | 3 |

| Thái Lan | 7–1      | Malaysia       |
| --- | -------- | -------------- |
| Jirawat Sornwichian 11', 12' · Suphawut Thueanklang 26', 29', 36' · Wiwat Thaijaroen 31' · Zubaidi Alwee 39' (l.n.) | Chi tiết | Asmie Amir 11' |

| Liban | 8–5      | Đài Bắc Trung Hoa                                                                |
| --- | -------- | -------------------------------------------------------------------------------- |
| Moustafa Serhan 2' · Ali Tneich 17', 23' · Mohamad Kobeissy 23', 23', 39' · Ahmad Kheir El Dine 28' · Hassan Zeitoun 35' | Chi tiết | Chu Chia-wei 9' · Liu Chi-chao 11' · Huang Cheng-tsung 18', 19' · Lo Chih-en 27' |

| Malaysia                                                       | 5–1      | Liban          |
| -------------------------------------------------------------- | -------- | -------------- |
| Shamsul Akmar 1', 23' · Saiful Nizam 5', 11' · Saiful Aula 34' | Chi tiết | Ali Tneich 16' |

| Đài Bắc Trung Hoa                      | 2–5      | Thái Lan |
| -------------------------------------- | -------- | --- |
| Lo Chih-an 24' · Huang Cheng-tsung 33' | Chi tiết | Suphawut Thueanklang 3' · Jetsada Chudech 4' · Piyapat Rattana 8' · Kritsada Wongkaeo 24' · Jirawat Sornwichian 33' |

| Thái Lan                                              | 3–3      | Liban                                    |
| ----------------------------------------------------- | -------- | ---------------------------------------- |
| Kritsada Wongkaeo 21' · Suphawut Thueanklang 33', 40' | Chi tiết | Ali Tneich 1' · Karim Abou Zaid 17', 40' |

| Đài Bắc Trung Hoa                                            | 3–2      | Malaysia                         |
| ------------------------------------------------------------ | -------- | -------------------------------- |
| Chang Hao-wei 14' · Huang Cheng-tsung 17' · Weng Wei-pin 26' | Chi tiết | Asmie Amir 20' · Fitri Yatim 29' |

### Bảng D
| VT | Đội        | ST | T | H | B | BT | BB | HS  | Đ |
| -- | ---------- | -- | - | - | - | -- | -- | --- | - |
| 1  | Uzbekistan | 3  | 2 | 1 | 0 | 7  | 3  | +4  | 7 |
| 2  | Nhật Bản   | 3  | 2 | 0 | 1 | 17 | 2  | +15 | 6 |
| 3  | Kyrgyzstan | 3  | 1 | 1 | 1 | 6  | 7  | −1  | 4 |
| 4  | Hàn Quốc   | 3  | 0 | 0 | 3 | 1  | 19 | −18 | 0 |

| Nhật Bản | 12–0     | Hàn Quốc |
| --- | -------- | -------- |
| - Nibuya 3', 35' - Osodo 6', 20', 31' - Nakamura 16', 33', 38' - Minamoto 29' - Uchimura 31' - Sato 36' - Morioka 39' | Chi tiết |          |

| Kyrgyzstan                           | 2–2      | Uzbekistan                                            |
| ------------------------------------ | -------- | ----------------------------------------------------- |
| Ulan Ryskulov 38' · Emil Kanetov 39' | Chi tiết | Erkin Tabaldiev 5' (l.n.) · Farkhod Abdumavlyanov 17' |

| Hàn Quốc           | 1–4      | Kyrgyzstan                                                          |
| ------------------ | -------- | ------------------------------------------------------------------- |
| Shin Jong-hoon 32' | Chi tiết | Rustam Ermekov 17', 27' · Marat Duvanaev 37' · Vadim Kondratkov 40' |

| Uzbekistan                 | 2–1      | Nhật Bản       |
| -------------------------- | -------- | -------------- |
| - Shlema 10' - Yunusov 40' | Chi tiết | - Nishitani 9' |

| Nhật Bản                                   | 4–0      | Kyrgyzstan |
| ------------------------------------------ | -------- | ---------- |
| - Minamoto 4' - Nibuya 9' - Osodo 17', 35' | Chi tiết |            |

| Uzbekistan                                                 | 3–0      | Hàn Quốc |
| ---------------------------------------------------------- | -------- | -------- |
| Tojiboev Shuhrat 16' · Choriev 34' · Rakhmatov Dilshod 39' | Chi tiết |          |

## Vòng đấu loại trực tiếp
Ở vòng đấu loại trực tiếp, hiệp phụ và loạt sút luân lưu sẽ được áp dụng để phân định thắng thua nếu cần thiết (không áp dụng hiệp phụ trong trận tranh hạng ba).
|  | Tứ kết                            | Tứ kết                            |                                    |       | Bán kết       | Bán kết                            |                                    |  | Chung kết | Chung kết |
|  |                                   |                                   |                                    |       |               |                                    |                                    |  |           |           |
|  | 7 tháng 5 – Thành phố Hồ Chí Minh |                                   |                                    |       |               |                                    |                                    |  |           |           |
|  |                                   |                                   |                                    |       |               |                                    |                                    |  |           |           |
|  | Kuwait                            | 5                                 |                                    |       |               |                                    |                                    |  |           |           |
|  | Kuwait                            | 5                                 | 8 tháng 5 – Thành phố Hồ Chí Minh  |       |               |                                    |                                    |  |           |           |
|  | Úc                                | 2                                 |                                    |       |               |                                    |                                    |  |           |           |
|  | Úc                                | 2                                 | Kuwait                             | 1     |               |                                    |                                    |  |           |           |
|  | 7 tháng 5 – Thành phố Hồ Chí Minh |                                   | Kuwait                             | 1     |               |                                    |                                    |  |           |           |
|  |                                   |                                   | Nhật Bản                           | 6     |               |                                    |                                    |  |           |           |
|  | Thái Lan                          | 2                                 | Nhật Bản                           | 6     |               |                                    |                                    |  |           |           |
|  | Thái Lan                          | 2                                 | 10 tháng 5 – Thành phố Hồ Chí Minh |       |               |                                    |                                    |  |           |           |
|  | Nhật Bản                          | 3                                 |                                    |       |               |                                    |                                    |  |           |           |
|  | Nhật Bản                          | 3                                 | Nhật Bản                           | 2 (3) |               |                                    |                                    |  |           |           |
|  | 7 tháng 5 – Thành phố Hồ Chí Minh |                                   | Nhật Bản                           | 2 (3) |               |                                    |                                    |  |           |           |
|  |                                   | Iran                              | 2 (0)                              |       |               |                                    |                                    |  |           |           |
|  | Iran                              | Iran                              | 2 (0)                              | 15    |               |                                    |                                    |  |           |           |
|  | Iran                              | 8 tháng 5 – Thành phố Hồ Chí Minh |                                    | 15    |               |                                    |                                    |  |           |           |
|  | Việt Nam                          | 4                                 |                                    |       |               |                                    |                                    |  |           |           |
|  | Việt Nam                          | 4                                 | Iran                               | 10    | Tranh hạng ba | Tranh hạng ba                      |                                    |  |           |           |
|  | 7 tháng 5 – Thành phố Hồ Chí Minh |                                   | Iran                               | 10    | Tranh hạng ba | Tranh hạng ba                      |                                    |  |           |           |
|  |                                   |                                   | Uzbekistan                         | 0     |               | 10 tháng 5 – Thành phố Hồ Chí Minh | 10 tháng 5 – Thành phố Hồ Chí Minh |  |           |           |
|  | Uzbekistan                        | 6                                 | Uzbekistan                         | 0     |               | 10 tháng 5 – Thành phố Hồ Chí Minh | 10 tháng 5 – Thành phố Hồ Chí Minh |  |           |           |
|  | Uzbekistan                        | 6                                 |                                    |       | Kuwait        | 1                                  |                                    |  |           |           |
|  | Liban                             | 2                                 |                                    |       | Kuwait        | 1                                  |                                    |  |           |           |
|  | Liban                             | 2                                 | Uzbekistan                         | 2     |               |                                    |                                    |  |           |           |
|  |                                   |                                   |                                    | 2     |               |                                    |                                    |  |           |           |

### Tứ kết
| Kuwait                                                           | 5–2      | Úc                                   |
| ---------------------------------------------------------------- | -------- | ------------------------------------ |
| Hamad 21', 32' · Abdulrahman Altawail 29' · Abdulrahman 32', 34' | Chi tiết | Tobias Seeto 32' · Jarrod Basger 28' |

| Thái Lan                     | 2–3      | Nhật Bản                              |
| ---------------------------- | -------- | ------------------------------------- |
| - Suphawut 20' - Jirawat 25' | Chi tiết | - Nibuya 7' - Osodo 14' - Morioka 36' |

| Iran | 15–4     | Việt Nam                                                           |
| --- | -------- | ------------------------------------------------------------------ |
| Hossein Tayyebi 2', 10', 24' · Farhad Fakhim 11', 36', 38' · Ahmad Esmaeilpour 12' · Alireza Vafaei 17', 36' · Ali Asghar Hassanzadeh 25', 26', 28' · Mohammad Shajari 29', 32' · Behrouz Jafari 30' | Chi tiết | Phùng Trọng Luân 12', 29' · Lý Khánh Hưng 22' · Pham Thành Đạt 33' |

| Uzbekistan | 6–2      | Liban                                 |
| --- | -------- | ------------------------------------- |
| Shlema Andrey 10' · Rakhmatov Dilshod 25', 32' · Tojiboev Shuhrat 26' · Yunusov Artur 30' · Abdumavlyanov Farkhod 30' | Chi tiết | Ahamd Kheir 38' · Moustafa Serhan 40' |

### Bán kết
| Kuwait         | 1–6      | Nhật Bản                                                    |
| -------------- | -------- | ----------------------------------------------------------- |
| - Mohammad 15' | Chi tiết | - Inaba 5', 22' - Minamoto 21' - Osodo 24', 27' - Hoshi 29' |

| Iran | 10–0     | Uzbekistan |
| --- | -------- | ---------- |
| Hossein Tayyebi 5', 24', 28' · Vahid Shafiei 10', 23', 31' · Alireza Vafaei 1' · Ali Asghar Hassanzadeh 5' · Ahmad Esmaeilpour 7' · Mohammad Shajari 30' | Chi tiết |            |

### Play-off tranh hạng ba
| Kuwait            | 1–2      | Uzbekistan                                        |
| ----------------- | -------- | ------------------------------------------------- |
| Hamad Alwadhi 35' | Chi tiết | Rakhmatov Dilshod 11' · Abdumavlyanov Farkhod 34' |

### Chung kết
| Nhật Bản                        | 2–2 (s.h.p.) | Iran                              |
| ------------------------------- | ------------ | --------------------------------- |
| - Inaba 26' - Ahmadi 46' (l.n.) | Chi tiết     | - Tavakoli 8' - Tayyebi 43'       |
| Loạt sút luân lưu               |              |                                   |
| - Nibuya - Yoshikawa - Minamoto | 3–0          | - Taheri - Bahadori - Hassanzadeh |

## Cầu thủ ghi bàn
15 bàn
- Hossein Tayyebi

8 bàn
- Ali Asghar Hassanzadeh
- Osodo Nobuya

7 bàn
- Vahid Shafiei
- Suphawut Thueanklang